# Peltogyne

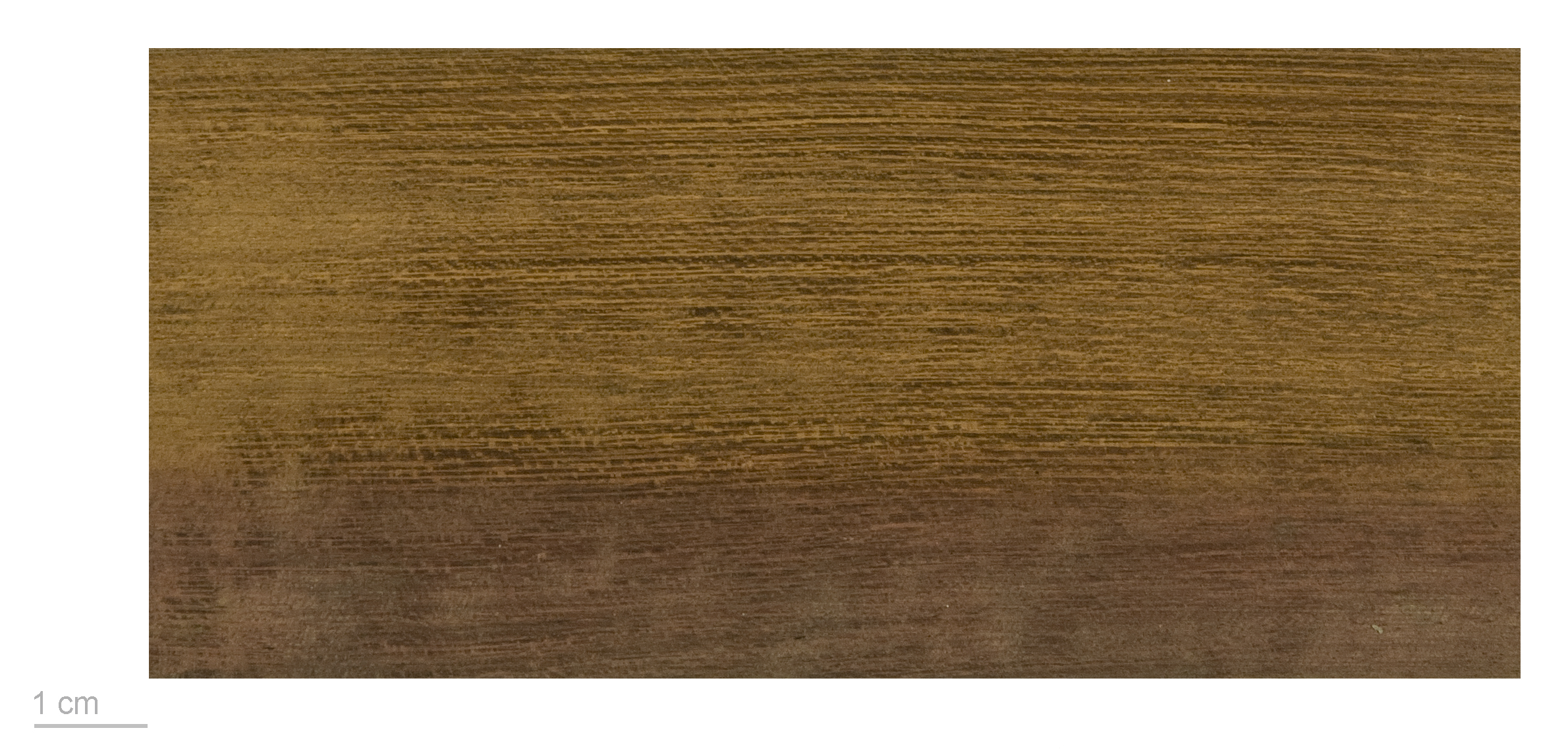
Peltogyne sp. - MHNT

Pau-roxo (Peltogyne) é um gênero botânico, composto por 23 espécies, pertencente à família Fabaceae, nativo das regiões tropicais da América Central e do Sul, onde aparecem em florestas tropicais.
As árvores de tamanho médio alcançam entre 30 a 50 m de altura, com um diâmetro médio de tronco de 1,5 m em árvores adultas. As flores são pequenas, com cinco pétalas brancas, produzidas em panículas. Sua fruta é uma vagem que contém uma única semente.

## Espécies
- Peltogyne altissima
- Peltogyne angustiflora
- Peltogyne campestris
- Peltogyne catingae
- Peltogyne confertiflora
- Peltogyne discolor
- Peltogyne excelsa
- Peltogyne floribunda
- Peltogyne gracilipes
- Peltogyne heterophylla
- Peltogyne lecointei
- Peltogyne maranhensis
- Peltogyne mattosiana
- Peltogyne mexicana
- Peltogyne paniculata
- Peltogyne paradoxa
- Peltogyne parvifolia
- Peltogyne pauciflora
- Peltogyne prancei
- Peltogyne purpurea
- Peltogyne recifensis
- Peltogyne subsessilis
- Peltogyne venosa